# 奥尔德日赫·斯沃博达
奥尔德日赫·斯沃博达（捷克語：Oldřich Svoboda，1967年1月28日—），捷克男子冰球运动员。他曾代表捷克斯洛伐克国家队参加1992年冬季奥林匹克运动会冰球比赛，获得一枚铜牌。